# Наґано Фука
Наґано Фука (яп. 長野 風花; нар. 9 березня 1999) — японська футболістка. Вона грала за збірну Японії.

## Клубна кар'єра
У 2014 році дебютувала в «Urawa Reds». У 2018 році вона перейшла до «Hyundai Steel Red Angels». У 2019 році вона перейшла до «Chifure AS Elfen Saitama».

## Кар'єра в збірній
Дебютувала у збірній Японії 11 листопада 2018 року в поєдинку проти Норвегії.

## Статистика виступів
| Збірна Японії | Збірна Японії | Збірна Японії |
| Рік           | Матчі         | Голи          |
| ------------- | ------------- | ------------- |
| 2018          | 1             | 0             |
| Загалом       | 1             | 0             |